# Jahmal Harvey
Jahmal Harvey (* 19. November 2002 in Oxon Hill, Maryland) ist ein US-amerikanischer Boxer.

## Karriere
Er begann 2015 mit dem Boxsport und wird von Daryl Davis im Oxon Hill Boxing Club trainiert.
Er wurde 2018 US-amerikanischer Junioren- und Jugendmeister im Fliegengewicht sowie 2019 US-amerikanischer Jugendmeister im Bantamgewicht.
2021 gewann er die für das Jahr 2020 nachgeholten US-amerikanischen Meisterschaften im Federgewicht und qualifizierte sich damit für die Weltmeisterschaften 2021 in Belgrad. Dort besiegte er Vasile Usturoi aus Belgien (4:1), Mirazizbek Mirzahalilov aus Usbekistan (3:2), Luiz Chalot aus Brasilien (5:0), Rujakran Juntrong aus Thailand (5:0), Samuel Kistohurry aus Frankreich (5:0) sowie Serik Temirschanow aus Kasachstan (5:0) und wurde dadurch Weltmeister im Federgewicht.
2022 gewann er die Silbermedaille bei den Panamerikameisterschaften in Guayaquil und 2023 die Goldmedaille bei den Panamerikanischen Spielen in Santiago de Chile.
Bei den Olympischen Sommerspielen 2024 in Paris schied er im Viertelfinale mit 2:3 gegen Munarbek Sejitbek Uulu aus.